# Schloßberg (Diemersteiner Wald)
Der Schloßberg ist ein 424 m ü. NN hoher Berg im Diemersteiner Wald, einem Teil des Pfälzerwaldes, in Rheinland-Pfalz, Deutschland. 

## Charakteristika
Er ist vollständig bewaldet und auf verschiedenen Wegen und Pfaden erreichbar. Der Gipfel bildet ein ungefähr 0,5 Quadratkilometer großes Hochplateau.

## Geographie
Am Nordosthang des Schloßberges entspringt der Glasbach. Auf dem langgezogenen Südosthang liegt der Ritterstein 164 Rattenfels (der auf manchen Karten auch als Hartfelsen bezeichnet wird) eine Sandsteinformation inmitten des Diemersteiner Waldes. 

## Bauwerke
Im weiteren Verlauf des Südosthanges liegt noch eine Freilichtbühne sowie als Abschluss die Burg Diemerstein. Die Bergflanken im Bereich zwischen der Freilichtbühne und Burg Diemerstein wurden im 19. Jahrhundert als Landschaftsgarten angelegt. Pfade und Treppen dieses Landschaftsgartens sind im Gelände noch erkennbar, aber dem Verfall preisgegeben.
Die Freilichtbühne wird zurzeit nicht genutzt, letztmals wurde dort das Stück Deutsches Schicksal, ein Streifzug durch die Geschichte der Burg Diemerstein, aufgeführt.

## Tourismus
Über den Berg führt ein Wanderweg, der mit einem weiß-grünen Balken markiert ist. Ein weiterer ist mit einem grün-roten Balken gekennzeichnet und verbindet den Berg mit Kaiserslautern sowie Kleinkarlbach.